# Amel
Amel je moško osebno ime.

## Izvor imena
Ime Amel je muslimansko ime, ki izhaja iz arabske besede amäl v pomenu »delo, posel; postopek«.

## Različice imena
- ženska različica imena: Amela

## Pogostost imena
Po podatkih Statističnega urada Republike Slovenije je bilo na dan 31. decembra 2007 v Sloveniji število moških oseb z imenom Amel: 228.